# Lestodiplosis inermis
Lestodiplosis inermis är en tvåvingeart som beskrevs av Jean-Jacques Kieffer 1913. Lestodiplosis inermis ingår i släktet Lestodiplosis och familjen gallmyggor.
Artens utbredningsområde är Frankrike. Inga underarter finns listade i Catalogue of Life.